# Gregorio del Pilar
Gregorio del Pilar (ur. 14 listopada 1875, zm. 2 grudnia 1899) – filipiński wojskowy.

## Życiorys
Urodził się w San Jose w prowincji Bulacan na wyspie Luzon. Wywodził się z zamożnego i wpływowego klanu Gatmaitan. Był synem Fernanda H. del Pilara oraz bratankiem Marcela H. del Pilara, współzałożyciela Diariong Tagalog, pierwszego tagalskiego dziennika. Mimo znaczących koligacji dorastał w biedzie. Absolwent prestiżowego Ateneo w Manili, studiował też na Universidad de Santo Tomás.
Bardzo wcześnie włączył się w działalność antyhiszpańską, początkowo właśnie z uwagi na zbyt młody wiek nie przyjęto go do Katipunanu. Pozwolono mu jednak na wspieranie niepodległościowej konspiracji, był mianowicie posłańcem przekazującym informacje oraz współuczestniczącym w rozpowszechnianiu antykolonialnej propagandy. Po wybuchu rewolucji filipińskiej opuścił stołeczną Manilę. Wówczas też oficjalnie włączono go do Katipunanu, zatem organizacji, która stała za przygotowaniem niepodległościowego zrywu Filipińczyków.
Szybko wykazał się odwagą oraz znacznymi umiejętnościami wojskowymi. Pierwszym starciem, w którym zauważono jego talent była bitwa pod Kakarong de Sili w prowincji Bulacan. Otrzymał po niej stopień porucznika armii filipińskiej. Niedługo później został awansowany do stopnia podpułkownika. Cieszył się zaufaniem prezydenta Emilio Aguinaldo, był jednym z sygnatariuszy konstytucji Republiki Biak-na Bato. Znalazł się też w niewielkiej grupie Filipińczyków wysłanych do Hongkongu na skutek wynegocjowania porozumienia z hiszpańskimi władzami kolonialnymi. Po powrocie do kraju ponownie włączył się w działania wojenne, zmuszając siły hiszpańskie w prowincjach Bulacan i Nueva Ecija do kapitulacji. Ogłosił swego politycznego mentora, prezydenta Aguinaldo, dyktatorem wyzwolonych przez siebie terenów. Wkrótce został awansowany do stopnia generała, przewodził zresztą paradzie wojskowej podczas uroczystości otwarcia Kongresu w Malolos.
Walczył nie tylko z Hiszpanami ale także z Amerykanami, podczas będącej kontynuacją rewolucji filipińskiej wojny amerykańsko-filipińskiej. Wraz z prezydentem oraz częścią armii pod koniec 1899 cofał się pod naporem nacierających oddziałów amerykańskich, docierając wreszcie do prowincji Ilocos Sur. 1 grudnia tegoż roku zdecydował się, wraz z niewielką grupką dowodzonych przez siebie żołnierzy, na zaatakowanie wojsk amerykańskich na przełęczy Tirad. Chciał w ten sposób ocalić życie zarówno prezydenta jak i większości żołnierzy, umożliwiając im ucieczkę. Poległ w boju w tej właśnie potyczce. Zapisał się w filipińskiej pamięci zbiorowej jako bohater z przełęczy Tirad. Jego imieniem nazwano miasto w prowincji Ilocos Sur a także kompleks mieszczący siedzibę Philippine Military Academy w Baguio.